# José Marafona
José Marafona, de son nom complet José Carlos Coentrão Marafona, est un footballeur portugais né le 8 mai 1987 à Vila do Conde. Il évolue au poste de gardien de but à Paços de Ferreira.

## Biographie

### En club
Le 28 mai 2019, alors que son contrat avec le SC Braga touche à sa fin, il s’engage pour deux saisons avec l'Alanyaspor.

### En sélection
Le 31 mars 2015, à 28 ans, Marafona a été appelé pour la première fois en équipe nationale portugaise. Sa première sélection est arrivée près de deux ans plus tard, le 28 mars 2017, dans un match amical contre la Suède à Funchal à l'Estádio dos Barreiros perdu 2-3.

## Statistiques
| Saison                | Club                  | Championnat           | Championnat | Championnat | Coupe(s) nationale(s) | Coupe(s) nationale(s) | Compétition(s) continentale(s) | Compétition(s) continentale(s) | Compétition(s) continentale(s) | Total | Total |
| Saison                | Club                  | Division              | M.          | B.          | M.                    | B.                    | Comp.                          | M.                             | B.                             | M.    | B.    |
| 2006-2007             | Varzim SC             | Segunda Liga          | 3           | 0           | 0                     | 0                     | -                              | -                              | -                              | 3     | 0     |
| 2007-2008             | Varzim SC             | Segunda Liga          | 1           | 0           | 0                     | 0                     | -                              | -                              | -                              | 1     | 0     |
| 2008-2009             | Varzim SC             | Segunda Liga          | 23          | 0           | 1                     | 0                     | -                              | -                              | -                              | 24    | 0     |
| 2009-2010             | Varzim SC             | Segunda Liga          | 30          | 0           | 3                     | 0                     | -                              | -                              | -                              | 33    | 0     |
| Sous-total            | Sous-total            | Sous-total            | 57          | 0           | 4                     | 0                     | -                              | -                              | -                              | 61    | 0     |
| 2010-2011             | CS Marítimo           | Primeira Liga         | 0           | 0           | 1                     | 0                     | -                              | -                              | -                              | 1     | 0     |
| Sous-total            | Sous-total            | Sous-total            | 0           | 0           | 1                     | 0                     | -                              | -                              | -                              | 1     | 0     |
| 2011-2012             | CD Aves (prêt)        | Segunda Liga          | 26          | 0           | 3                     | 0                     | -                              | -                              | -                              | 29    | 0     |
| Sous-total            | Sous-total            | Sous-total            | 26          | 0           | 3                     | 0                     | -                              | -                              | -                              | 29    | 0     |
| 2012-2013             | CD Aves               | Segunda Liga          | 37          | 0           | 0                     | 0                     | -                              | -                              | -                              | 37    | 0     |
| Sous-total            | Sous-total            | Sous-total            | 37          | 0           | 0                     | 0                     | -                              | -                              | -                              | 37    | 0     |
| 2013-2014             | Moreirense FC         | Segunda Liga          | 25          | 0           | 1                     | 0                     | -                              | -                              | -                              | 26    | 0     |
| 2014-2015             | Moreirense FC         | Primeira Liga         | 34          | 0           | 4                     | 0                     | -                              | -                              | -                              | 38    | 0     |
| Sous-total            | Sous-total            | Sous-total            | 59          | 0           | 5                     | 0                     | -                              | -                              | -                              | 64    | 0     |
| 2015-2016             | Paços de Ferreira     | Primeira Liga         | 19          | 0           | 0                     | 0                     | -                              | -                              | -                              | 19    | 0     |
| Sous-total            | Sous-total            | Sous-total            | 19          | 0           | 0                     | 0                     | -                              | -                              | -                              | 19    | 0     |
| 2015-2016             | SC Braga              | Primeira Liga         | 13          | 0           | 1                     | 0                     | -                              | -                              | -                              | 14    | 0     |
| 2016-2017             | SC Braga              | Primeira Liga         | 29          | 0           | 4                     | 0                     | C3                             | 2                              | 0                              | 35    | 0     |
| 2017-2018             | SC Braga              | Primeira Liga         | 0           | 0           | 0                     | 0                     | C3                             | 0                              | 0                              | 0     | 0     |
| 2018-2019             | SC Braga              | Primeira Liga         | 0           | 0           | 6                     | 0                     | C3                             | 4                              | 0                              | 10    | 0     |
| Sous-total            | Sous-total            | Sous-total            | 42          | 0           | 11                    | 0                     | -                              | 6                              | 0                              | 59    | 0     |
| 2019-2020             | Alanyaspor            | Süper Lig             | 33          | 0           | 7                     | 0                     | -                              | -                              | -                              | 40    | 0     |
| Sous-total            | Sous-total            | Sous-total            | 33          | 0           | 7                     | 0                     | -                              | -                              | -                              | 40    | 0     |
| Total sur la carrière | Total sur la carrière | Total sur la carrière | 273         | 0           | 31                    | 0                     | -                              | 6                              | 0                              | 310   | 0     |

## Palmarès
- Moreirense FC
  - Champion du Portugal de D2 en 2014
- SC Braga
  - Vainqueur de la Coupe de Portugal en 2016
  - Finaliste de la Coupe de la Ligue portugaise en 2017